# Indianapolis 500 2014
Das 98. Indianapolis 500 fand am 25. Mai 2014 auf dem Indianapolis Motor Speedway in Speedway bei Indianapolis, Indiana, Vereinigte Staaten statt und war das fünfte Rennen der IndyCar Series 2014.

## Hintergrund
Erstmals fand einen Tag vor Trainingsbeginn der Grand Prix of Indianapolis auf einer Straßenkurs-Variante des Indianapolis Motor Speedways statt. Nach dem Grand Prix of Indianapolis 2014 führte Will Power in der Fahrerwertung mit einem Punkt vor Ryan Hunter-Reay und mit sechs Punkten vor Simon Pagenaud.
Mit Hélio Castroneves (dreimal), Jacques Villeneuve, Buddy Lazier, Juan Pablo Montoya, Scott Dixon und Tony Kanaan (jeweils einmal) traten sechs ehemalige Indianapolis-500-Gewinner an. Lazier war mit seiner 23. Teilnahme am Indianapolis 500 der erfahrenste Pilot. Mit Mikhail Aleshin, Carlos Huertas, Sage Karam, Kurt Busch, James Davison, Martin Plowman und Jack Hawksworth starteten sieben Piloten erstmals zum Rennen. Karam war mit einem Alter von 19 Jahren der jüngste Teilnehmer, Lazier mit einem Alter von 46 Jahren der älteste Starter. 34 Fahrer aus zwölf Nationen nahmen an der Veranstaltung teil. Mit elf Fahrern stellten die Vereinigten Staaten die meisten Teilnehmer.
Mit Busch startete erstmals ein Sieger des NASCAR Sprint Cups zum Indianapolis 500. Damit nahmen erstmals gemeinsam ein ehemaliger Formel-1-Weltmeister (Villeneuve), ein ehemaliger Sprint-Cup-Sieger (Busch) und ehemalige IndyCar-Champions (Sébastien Bourdais, Dixon, Hunter-Reay, Kanaan, Lazier, Montoya und Villeneuve) am Indianapolis 500 teil. Zudem waren Sieger des Großen Preises von Monaco (Montoya) und des 24-Stunden-Rennens von Daytona (Bourdais, Dixon, Charlie Kimball, Montoya, Graham Rahal und Justin Wilson) im Starterfeld.

In Erinnerung an Ayrton Senna verwendet Simon Pagenaud ein Helmdesign, welches an Sennas (Bild) erinnert

Pagenaud trat in diesem Rennen mit einem Helmdesign an, welches an das des vor 20 Jahren tödlichen verunglückten Formel-1-Weltmeisters Ayrton Senna erinnerte.
Am 12. Mai starb Abraham Jacob „A. J.“ Watson im Alter von 90 Jahren. Watson gewann das Indianapolis 500 sechsmal als Konstrukteur und viermal als Chefmechaniker.
Zusammen mit dem Pocono IndyCar 500 und dem MAVTV 500 gehörte das Indianapolis 500 zur Triple Crown. Ein Fahrer, der alle drei Rennen gewonnen hätte, hätte eine zusätzliche Prämie in Höhe von einer Million US-Dollar erhalten. Für alle Rennen der Triple Crown wurden doppelte Punkte vergeben.

### Ablauf
Das Indianapolis 500 erstreckte sich inklusive der Trainingssitzungen über einen Zeitraum von 15 Tagen. Die Veranstaltung begann am 11. Mai mit dem freien Training. Alle Neulinge und Wiedereinsteiger, die längere Zeit keine Ovalrennen bestritten hatten, mussten bereits am 29. April bzw. 5. Mai am Rookie- und Refresher-Programm teilnehmen. Jeder Rookie und Refresher musste in diesem Programm am ersten Tag 10 Runden mit konstanter Geschwindigkeit zwischen 200 und 205 Meilen pro Stunde sowie 15 Runden mit konstanter Geschwindigkeit zwischen 205 und 210 Meilen pro Stunde fahren. Im restlichen Training musste jeder dieser Fahrer 15 Runden mit einer Geschwindigkeit von mindestens 210 Meilen pro Stunde fahren. Fahrer, die nicht am ersten Trainingstag einsatzbereit waren, absolvierten das Programm, sobald sie mit dem Training begannen. Bis zum 16. Mai fanden sechs freie Trainingstage mit je sechs Stunden Trainingszeit pro Tag statt. Ein siebter Trainingstag fand am 19. Mai statt.
Am 17. Mai begann das zweitägige Qualifying, in dem ein Fahrzeug und nicht der Fahrer qualifiziert wurde. Somit wären Fahrerwechsel nach dem Qualifying erlaubt gewesen. Allerdings war die Startposition an den Fahrer gebunden, sodass Piloten nach einem Fahrerwechsel ans Ende des Feldes gesetzt worden wären. Das Qualifying fand im Einzelzeitfahren-Format, in dem jeder Fahrer vier fliegende Runden fuhr, statt. Jeder Fahrer hatte mindestens einen Versuch. Weitere Versuche konnten jederzeit begonnen werden. Allerdings wurde dann die vorher erzielte Zeit gestrichen. Im Vergleich zum Vorjahr gab es Änderungen am Modus. Bereits am ersten Tag wurden 30 Fahrzeuge, die am Rennen teilnehmen wurden, ermittelt. Am zweiten Tag ging es in zwei Gruppen um die endgültige Startposition. Die ersten neun Fahrer sowie die Fahrer vom 10. bis zum 33. Platz fuhren ihre Startposition im Einzelzeitfahren heraus. Die letzten drei Startplätze wären separat vergeben worden, wenn weiteren Fahrzeuge am 18. Mai gemeldet worden wären. Für diese Qualifikation zugelassen gewesen wären dann die drei Fahrzeuge, die am ersten Tag die Plätze 31, 32 und 33 belegt hatten, sowie alle weiteren Fahrzeuge, die erst am 18. Mai gemeldet worden wären.
Am 23. Mai war der sogenannte Carb-Day mit einem einstündigen freien Training. Das Indianapolis 500 fand schließlich am 25. Mai statt.
Im Gegensatz zu allen anderen Rennen erhielt beim Indianapolis 500 jeder Fahrer, der sich qualifiziert, Punkte fürs Qualifyingresultat.

### Veränderungen im Starterfeld

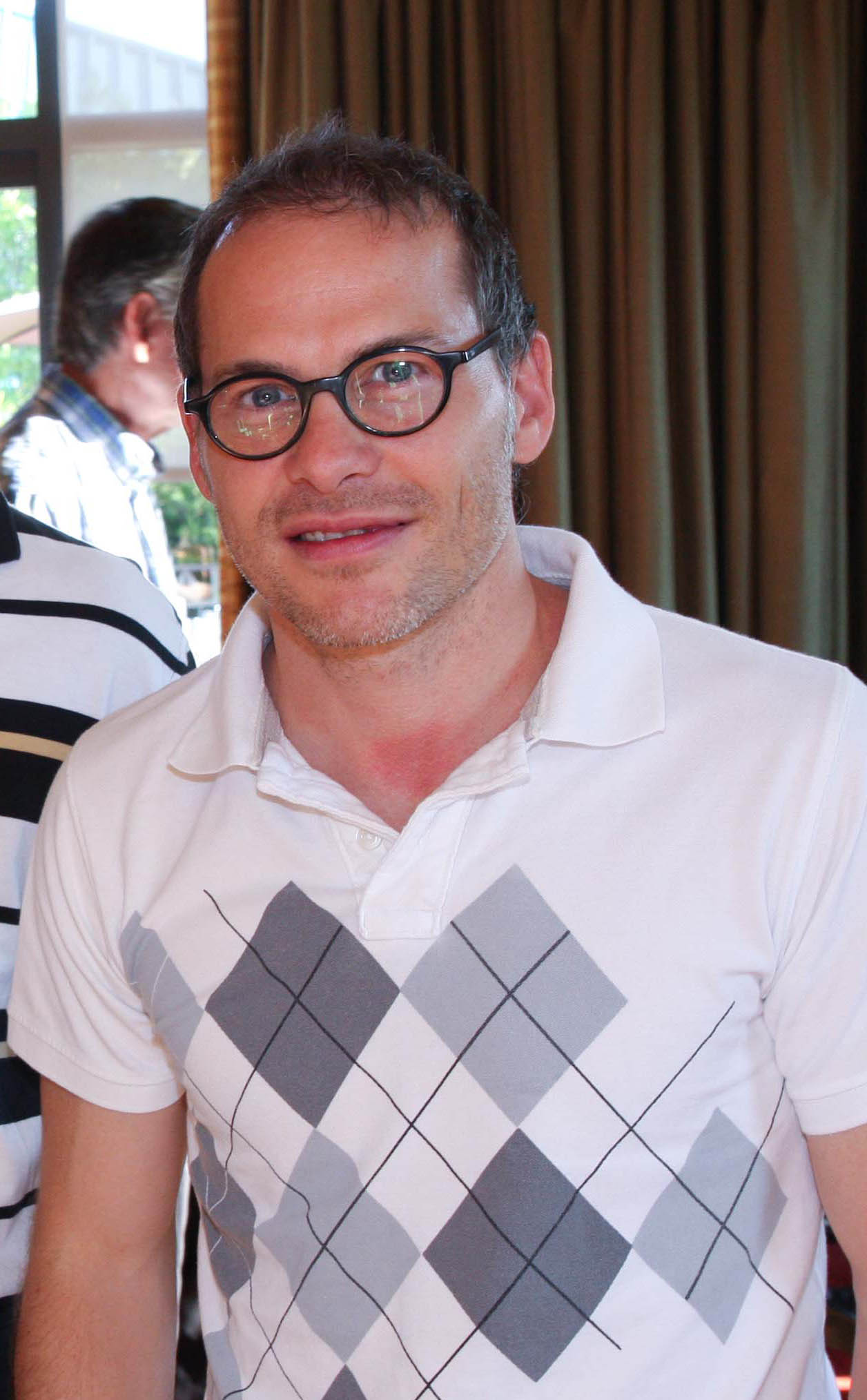
Jacques Villeneuve kehrte nach 19 Jahren in die IndyCar Series zurück (Bild von 2010)

Zum Indianapolis 500 gab es einige Veränderungen im Starterfeld. Acht zusätzliche Fahrzeuge – im Vergleich zum Grand Prix of Indianapolis – kamen zum Einsatz:
- Schmidt Peterson Motorsports setzte für den ehemaligen Formel-1-Weltmeister, IndyCar-Champion und Indianapolis-500-Gewinner Jacques Villeneuve ein drittes Fahrzeug ein.[4] Villeneuves letztes IndyCar-Rennen war der Toyota Grand Prix of Monterey 1995.
- KV Racing Technology setzte ein drittes und viertes Fahrzeug ein. Townsend Bell[5] und James Davison[6] erhielten die Plätze. Bell nahm letztmals im Vorjahr am Indianapolis 500 teil, Davisons letztes IndyCar-Rennen war der GoPro Grand Prix of Sonoma 2013. Davison, dessen Cockpit zum Teil von IndyCar selbst finanziert wurde, absolvierte aus Kostengründen nur ein Teilzeitprogramm und stieg erst während der Trainingswoche in die Veranstaltung ein.
- Dale Coyne Racing verpflichtete Pippa Mann für ein drittes Fahrzeug. Der Einsatz erfolgte zusammen mit Muscle Milk Pickett Racing. Mann war die einzige Fahrerin im Starterfeld.[7] Mann war zuletzt beim MAVTV 500 2013 am Start.
- Ed Carpenter Racing trat erstmals als Zwei-Wagen-Team an. J. R. Hildebrand erhielt den zweiten Wagen und kehrte damit in die IndyCar Series zurück. Sein letzter Einsatz war beim MAVTV 500 2013.[8]
- Dreyer and Reinbold – Kingdom Racing kehrte fürs Indianapolis 500 nach einem Jahr Pause in die IndyCar Series zurück. Dennis Reinbolds Rennstall Dreyer & Reinbold wurde dabei finanziell von Chip Ganassi und Davey Hamilton unterstützt. Chip Ganassi Racing förderte Sage Karam, der als Einsatzpilot fungierte, in diesem Jahr.[9] Es war das erste IndyCar-Rennen für den amtierenden Meister der Indy Lights. Davey Hamilton war unter dem Label Kingdom Racing an dem Einsatz beteiligt. Hamilton war somit sowohl bei einem Fahrer mit Chevrolet-Motor (Karam) und einem Fahrer mit Honda-Motor (Pagenaud) als Co-Eigner involviert.[10]
- Sarah Fisher Hartman Racing setzte für Alex Tagliani ein zweites Fahrzeug ein.[11] Tagliani nahm zuletzt am MAVTV 500 teil. Der Einsatz erfolgt in Kooperation mit RW Motorsports.
- Buddy Lazier nahm wie im Vorjahr mit dem familiären Rennstall Lazier Partners Racing an der Veranstaltung teil.[12]

Darüber hinaus gab es drei Fahrerwechsel:
- Kurt Busch übernahm das fünfte Fahrzeug von Andretti Autosport von Franck Montagny. Das Fahrzeug wurde nur bei den beiden Indianapolis-Rennen eingesetzt. Busch nahm im Anschluss an das Indianapolis 500 am Coca-Cola 600, einem Sprint-Cup-Rennen in Charlotte, North Carolina teil. Busch schied bei diesem Rennen aus und erreichte den 40. Platz. Letztmals hatte Robby Gordon 2004 die beiden Rennen am Memorial-Day-Wochenende bestritten. Nach John Andretti, Tony Stewart und Gordon ist Busch der vierte Fahrer, der an beiden Rennen teilnehmen möchte. Bisher gelang es nur Stewart im Jahr 2001, beide Rennen über die volle Distanz zu absolvieren und somit insgesamt 1.000 Meilen zurückzulegen.[13]
- Ed Carpenter übernahm den ersten Wagen seines Rennstalls von Mike Conway. Conway trat nur auf den Straßenkursen an, Carpenter fuhr die Ovalrennen.
- E. J. Viso vertrat James Hinchcliffe bei Andretti Autosport bis Donnerstag. Hinchcliffe erlitt im Grand Prix of Indianapolis eine Gehirnerschütterung und musste ein paar Tage pausieren.[14]

Zu Beginn der Trainingswoche versuchten mehrere Fahrer, unter anderem Katherine Legge, erfolglos noch kurzfristig eine zusätzliche Meldung durchzuführen.

## Meldeliste
Alle Teams und Fahrer verwenden das Chassis Dallara DW12 mit einem Aero-Kit von Dallara und Reifen von Firestone.
| Team                                  | Nr. | Fahrer             | Motor     |
| ------------------------------------- | --- | ------------------ | --------- |
| Penske Motorsports                    | 02  | Juan Pablo Montoya | Chevrolet |
| Team Penske                           | 03  | Hélio Castroneves  | Chevrolet |
| Team Penske                           | 12  | Will Power         | Chevrolet |
| Schmidt Peterson Motorsports          | 05  | Jacques Villeneuve | Honda     |
| Schmidt Peterson Motorsports          | 07  | Mikhail Aleshin    | Honda     |
| KV Racing Technology                  | 06  | Townsend Bell      | Chevrolet |
| KV Racing Technology                  | 33  | James Davison      | Chevrolet |
| NTT Data Chip Ganassi Racing          | 08  | Ryan Briscoe       | Chevrolet |
| Target Chip Ganassi Racing            | 09  | Scott Dixon        | Chevrolet |
| Target Chip Ganassi Racing            | 10  | Tony Kanaan        | Chevrolet |
| KVSH Racing                           | 11  | Sébastien Bourdais | Chevrolet |
| A. J. Foyt Enterprises                | 14  | Takuma Satō        | Honda     |
| A. J. Foyt Enterprises                | 41  | Martin Plowman     | Honda     |
| Rahal Letterman Lanigan Racing        | 15  | Graham Rahal       | Honda     |
| Rahal Letterman Lanigan Racing        | 16  | Oriol Servià       | Honda     |
| KVAFS Racing                          | 17  | Sebastian Saavedra | Chevrolet |
| Dale Coyne Racing                     | 18  | Carlos Huertas     | Honda     |
| Dale Coyne Racing                     | 19  | Justin Wilson      | Honda     |
| Dale Coyne Racing                     | 63  | Pippa Mann         | Honda     |
| Ed Carpenter Racing                   | 20  | Ed Carpenter       | Chevrolet |
| Ed Carpenter Racing                   | 21  | J. R. Hildebrand   | Chevrolet |
| Dreyer and Reinbold – Kingdom Racing  | 22  | Sage Karam         | Chevrolet |
| Andretti Autosport                    | 25  | Marco Andretti     | Honda     |
| Andretti Autosport                    | 26  | Kurt Busch         | Honda     |
| Andretti Autosport                    | 27  | E. J. Viso         | Honda     |
| Andretti Autosport                    | 27  | James Hinchcliffe  | Honda     |
| Andretti Autosport                    | 28  | Ryan Hunter-Reay   | Honda     |
| Andretti – HVM                        | 34  | Carlos Muñoz       | Honda     |
| Sarah Fisher Hartman Racing           | 67  | Josef Newgarden    | Honda     |
| Sarah Fisher Hartman Racing           | 68  | Alex Tagliani      | Honda     |
| Schmidt Peterson Hamilton Motorsports | 77  | Simon Pagenaud     | Honda     |
| Chip Ganassi Racing Teams             | 83  | Charlie Kimball    | Chevrolet |
| Lazier Partners Racing                | 91  | Buddy Lazier       | Chevrolet |
| BHA/BBM with Curb Agajanian           | 98  | Jack Hawksworth    | Honda     |

Quelle:
Anmerkungen
1. ↑  E. J. Viso übernahm das Fahrzeug #27 von James Hinchcliffe für die ersten Trainingstage, da Hinchcliffe wegen einer Gehirnerschütterung nicht einsatzbereit war.

- Bis auf die Fahrzeuge #33 und #91 wurde noch je ein Ersatzwagen gemeldet.

## Refresher- und Rookie-Testfahrten
Bevor der Grand Prix of Indianapolis vom 8. bis zum 10. Mai ausgetragen wurde, fanden zwei Testfahrten im Rahmen des Rookie- und Refresher-Programms teil.

### Refresher-Testtag (29. April)
| Platz | Fahrer             | Team                         | Zeit      | Ø-Geschwindigkeit |
| ----- | ------------------ | ---------------------------- | --------- | ----------------- |
| 1     | Kurt Busch         | Andretti Autosport           | 0:40,7527 | 220,844 mph       |
| 2     | Jacques Villeneuve | Schmidt Peterson Motorsports | 0:41,3333 | 217,742 mph       |

Am Refresher-Testtag nahmen die Piloten teil, die das Rookie-Programm bereits erfolgreich absolviert haben, aber noch nie bzw. längere Zeit nicht mehr am Indianapolis 500 teilgenommen haben. 2014 waren dies Jacques Villeneuve und Kurt Busch. Villeneuve fuhr letztmals beim Indianapolis 500 1995 – das er gewann – auf dem Ovalkurs. Busch hatte bereits 2013 ausreichend schnelle Runden auf dem Indianapolis Motor Speedway absolviert, ohne am Training oder Rennen teilgenommen zu haben.
Beide Refresher bestanden den Test, der aus der zweiten und dritten Phase des Rookie Orientation Programs bestand und erhielten damit die Zulassung zum Training des Indianapolis 500. Busch war der schnellere Pilot. Wegen Regens wurde der Testtag 50 Minuten vorm geplanten Ende abgebrochen.

### Rookie-Testtag (5. Mai)
| Platz                 | Fahrer          | Team                                 | Zeit      | Ø-Geschwindigkeit |
| --------------------- | --------------- | ------------------------------------ | --------- | ----------------- |
| 1                     | Kurt Busch      | Andretti Autosport                   | 0:40,4878 | 222,289 mph       |
| 2                     | Mikhail Aleshin | Schmidt Peterson Motorsports         | 0:41,0640 | 219,170 mph       |
| 3                     | Sage Karam      | Dreyer and Reinbold – Kingdom Racing | 0:41,2057 | 218,416 mph       |
| Offizielles Ergebnis: |                 |                                      |           |                   |

Am 5. Mai nahmen bis auf James Davison alle Neulinge am Rookie Orientation Program teil. Zudem durften die Refresher Kurt Busch und Jacques Villeneuve mitfahren. Mikhail Aleshin, Jack Hawksworth, Carlos Huertas und Martin Plowman absolvierten alle drei Phasen des Programms erfolgreich und erhielten damit die Erlaubnis, am Training zum Indianapolis 500 teilzunehmen. Sage Karam schaffte nur die ersten beiden Stufen und musste damit die dritte Stufe am ersten Trainingstag nachholen.
Busch erzielte die schnellste Runde vor Aleshin und Karam.

## Training

### 1. Training (11. Mai)
| Platz                 | Fahrer             | Team               | Zeit      | Ø-Geschwindigkeit |
| --------------------- | ------------------ | ------------------ | --------- | ----------------- |
| 1                     | Will Power         | Team Penske        | 0:40,3485 | 223,057 mph       |
| 2                     | Juan Pablo Montoya | Penske Motorsports | 0:40,4490 | 222,502 mph       |
| 3                     | Hélio Castroneves  | Team Penske        | 0:40,4726 | 222,373 mph       |
| Offizielles Ergebnis: |                    |                    |           |                   |

Am ersten Trainingstag kam es zu einer Penske-Dreifachführung. Will Power lag auf dem ersten Platz vor seinen Teamkollegen Juan Pablo Montoya und Hélio Castroneves. Sage Karam absolvierte an diesem Tag die dritte Phase des Rookie Orientation Program erfolgreich, sodass er an den weiteren Trainingssitzungen teilnehmen durfte. Castroneves war mit 83 absolvierten Runden der fleißigste Pilot.
Das Training wurde wegen Kleinteilen auf der Strecke und wegen eines Gewitters in der Nähe jeweils einmal unterbrochen. Es blieb durchgängig trocken und gab keine Unfälle.
23 Fahrer erzielten eine Runde. Dabei verwendeten alle Ganassi-Fahrer das Ersatzchassis. Ed Carpenter fuhr neben seinem Fahrzeug auch das seines Teamkollegens J. R. Hildebrand (#21) für ein paar Runden. Mit diesem Fahrzeug (#20) hatte Carpenter im Vorjahr die Pole-Position erzielt. Da James Hinchcliffe am Vortag beim Grand Prix of Indianapolis eine Gehirnerschütterung erlitten hatte, nahm er nicht am Training teil. Bevor er wieder ins Auto steigen durfte, musste er wieder vollständig genesen sein und eine medizinische Untersuchung beim Rennarzt bestehen. Sein Fahrzeug übernahm als Vertretung E. J. Viso.
Mikhail Aleshin, Sébastien Bourdais, James Davison, Jack Hawksworth, Carlos Huertas, Buddy Lazier, Pippa Mann, Simon Pagenaud, Sebastián Saavedra und Justin Wilson verzichteten auf eine Teilnahme. Zum Teil aus Budgetgründen, zum Teil weil die Fahrzeuge nach dem Grand Prix of Indianapolis, der einen Tag zuvor stattfand, noch repariert oder umlackiert wurden.

### 2. Training (12. Mai)
| Platz                 | Fahrer            | Team               | Zeit      | Ø-Geschwindigkeit |
| --------------------- | ----------------- | ------------------ | --------- | ----------------- |
| 1                     | Ryan Hunter-Reay  | Andretti Autosport | 0:39,9955 | 225,025 mph       |
| 2                     | Marco Andretti    | Andretti Autosport | 0:40,1719 | 224,037 mph       |
| 3                     | Hélio Castroneves | Team Penske        | 0:40,2441 | 223,635 mph       |
| Offizielles Ergebnis: |                   |                    |           |                   |

Am zweiten Trainingstag fuhr Ryan Hunter-Reay die schnellste Runde vor seinem Andretti-Autosport-Teamkollegen Marco Andretti. Hélio Castroneves wurde wie am Vortag Dritter. Alle fünf Andretti-Fahrer waren in den Top 10. Tony Kanaan war als Elfter mit 131 Runden der fleißigste Fahrer.
Das Training wurde wegen kleinerer Regenschauer oder Kleinteilen auf der Strecke mehrfach unterbrochen. Unfälle gab es nicht. Ed Carpenter rollte mit einem technischen Defekt aus. Insgesamt gab es zehn Gelbphasen.
30 Fahrer erzielten eine Zeit. Mikhail Aleshin, Sébastien Bourdais, Jack Hawksworth, Carlos Huertas, Pippa Mann, Simon Pagenaud und Justin Wilson stiegen ins Trainingsgeschehen ein. James Davison, Buddy Lazier und Sebastián Saavedra verzichteten auf eine Teilnahme. Davison und Lazier aus Budgetgründen, Saavedra weil sein Fahrzeug nach dem Grand Prix of Indianapolis noch repariert war.

### 3. Training (13. Mai)
| Platz                 | Fahrer             | Team               | Zeit      | Ø-Geschwindigkeit |
| --------------------- | ------------------ | ------------------ | --------- | ----------------- |
| 1                     | E. J. Viso         | Andretti Autosport | 0:40,0912 | 224,488 mph       |
| 2                     | Kurt Busch         | Andretti Autosport | 0:40,1501 | 224,159 mph       |
| 3                     | Juan Pablo Montoya | Penske Motorsports | 0:40,1580 | 224,115 mph       |
| Offizielles Ergebnis: |                    |                    |           |                   |

Wie am vorherigen Tag wurde das Klassement von zwei Andretti- und einem Penske-Piloten angeführt. Diesmal fuhr E. J. Viso die schnellste Runde vor Kurt Busch und Juan Pablo Montoya. Die absolute Trainingsbestzeit wurde nicht unterboten. Viso vertrat weiterhin James Hinchcliffe, der aufgrund der Folgen einer Gehirnerschütterung pausierte. Hinchcliffe wurde vom Rennarzt erlaubt, wieder mit leichtem Fitnesstraining zu beginnen. Mit 57 Runden war Will Power der fleißigste Pilot.
Das Training wurde wegen kleinerer Regenschauer und Kleinteilen auf der Strecke zunächst mehrfach unterbrochen, bevor es viereinhalb Stunden vorm geplanten Ende wegen eines Gewitters abgebrochen wurde.
30 Fahrer nahmen am Training teil. Sebastián Saavedra stieg ins Training ein, nachdem sein Fahrzeug repariert worden war. Jack Hawksworth absolvierte keine Trainingsrunde. James Davison und Buddy Lazier verzichteten weiterhin aus Budgetgründen auf die Aufnahme des Trainings.

### 4. Training (14. Mai)
| Platz                 | Fahrer           | Team                                  | Zeit      | Ø-Geschwindigkeit |
| --------------------- | ---------------- | ------------------------------------- | --------- | ----------------- |
| 1                     | Simon Pagenaud   | Schmidt Peterson Hamilton Motorsports | 0:39,8016 | 226,122 mph       |
| 2                     | J. R. Hildebrand | Ed Carpenter Racing                   | 0:39,8488 | 225,854 mph       |
| 3                     | Scott Dixon      | Target Chip Ganassi Racing            | 0:39,9123 | 225,494 mph       |
| Offizielles Ergebnis: |                  |                                       |           |                   |

Simon Pagenaud stellt am vierten Trainingstag eine neue absolute Trainingsbestzeit auf. J. R. Hildebrand wurde Zweiter, Scott Dixon Dritter. Begünstigt wurden die schnellen Runden von den Wetterbedingungen, da es kühler als an den Vortagen war. Mit 61 Runden war Juan Pablo Montoya der fleißigste Pilot.
Wegen Regens begann das Training mit fünfstündiger Verspätung. Als neue Trainingszeit waren zwei Stunden geplant. Das Training wurde allerdings nach der ersten Stunde wegen eines Unfalls von Jack Hawksworth unterbrochen. Es war der erste Unfall in der Trainingswoche. Hawksworth schlug zwischen der dritten und vierten Kurve rückwärts in die Streckenbegrenzung ein und blieb unverletzt. Die Streckenbegrenzung wurde bei den Unfall jedoch beschädigt, sodass es eine Reparaturpause von 25 Minuten gab. Anschließend gab es nochmal für fünf Minuten Training, bevor es wegen einer weiteren Regenfront beendet wurde.
29 Fahrer erzielten eine Zeit. Townsend Bell und Kurt Busch pausierten an diesem Tag. Busch, weil er an diesem Tag auf dem Charlotte Motor Speedway an einem NASCAR-Training im Einsatz war. James Davison und Buddy Lazier verzichteten weiterhin aus Budgetgründen auf die Aufnahme des Trainings. E. J. Viso vertrat weiterhin James Hinchcliffe.

### 5. Training (15. Mai)
| Platz                 | Fahrer            | Team                | Zeit      | Ø-Geschwindigkeit |
| --------------------- | ----------------- | ------------------- | --------- | ----------------- |
| 1                     | Hélio Castroneves | Team Penske         | 0:39,6186 | 227,166 mph       |
| 2                     | Ed Carpenter      | Ed Carpenter Racing | 0:39,7777 | 226,257 mph       |
| 3                     | Will Power        | Team Penske         | 0:39,8408 | 225,899 mph       |
| Offizielles Ergebnis: |                   |                     |           |                   |

Hélio Castroneves fuhr am fünften Trainingstag die schnellste Runde und stellte eine neue Trainingsbestzeit auf. Ed Carpenter wurde Zweiter, Will Power Dritter. Takuma Satō absolvierte 150 Runden und war damit der fleißigste Pilot.
Das Training wurde aufgrund eines technischen Defekts von Pippa Mann und E. J. Viso unterbrochen.
Alle 33 Fahrzeuge kamen heute zum Einsatz. James Davison und Buddy Lazier nahmen das Training auf. Davisons Fahrzeug wurde zuvor von Sébastien Bourdais eingefahren. Davison bestand die ersten zwei Phasen des Rookie Oriantation Program, Lazier den Refresher-Test. Viso kam letztmals für Andretti Autosport zum Einsatz und übergab das Auto an diesem Tag an James Hinchcliffe, der jedoch nur noch eine Installationsrunde absolvierte, ohne eine Zeit zu fahren, da nach Visos Abgabe der Motor gewechselt wurde. Hinchcliffe erhielt zuvor die Startfreigabe, nachdem er einen Medizincheck erfolgreich überstanden hatte.

### 6. Training „Fast Friday“ (16. Mai)
| Platz                 | Fahrer            | Team                | Zeit      | Ø-Geschwindigkeit |
| --------------------- | ----------------- | ------------------- | --------- | ----------------- |
| 1                     | Ed Carpenter      | Ed Carpenter Racing | 0:39,0418 | 230,522 mph       |
| 2                     | Hélio Castroneves | Team Penske         | 0:39,1571 | 229,843 mph       |
| 3                     | Marco Andretti    | Andretti Autosport  | 0:39,2296 | 229,419 mph       |
| Offizielles Ergebnis: |                   |                     |           |                   |

Ed Carpenter erzielte am letzten Tag der Trainingswoche eine absolute Bestzeit und erhielt dafür eine Prämie in Höhe von 10.000 US-Dollar. Seine Durchschnittsgeschwindigkeit lag bei 230,522 mph (370,989 km/h). Damit wurde die 230 mph-Marke zum ersten Mal seit 2003, wo Hélio Castroneves im Qualifying so schnell war, überboten. Castroneves belegte den zweiten, Marco Andretti den dritten Platz. Scott Dixon und Carlos Muñoz waren mit elf Runden am fleißigsten.
Das Training wurde wegen mehrerer Regenschauer und Gewitter erst mit fast dreistündiger Verspätung gestartet. Nach 19 Minuten Trainingsbetrieb wurde es wegen eines weiteren Gewitters abgebrochen. 26 der 33 Fahrer hatten zu diesem Zeitpunkt eine Zeit gesetzt.
Von diesem Training am Freitag bis zum Sonntag war der Ladedruck von 130 kPa auf 140 kPa erhöht. Dadurch waren die Motoren um etwa 40 PS (29,4 kW) stärker.

## Qualifying

### Erster Tag (17. Mai)

#### 7. Training
| Platz                 | Fahrer           | Team                       | Zeit      | Ø-Geschwindigkeit |
| --------------------- | ---------------- | -------------------------- | --------- | ----------------- |
| 1                     | Marco Andretti   | Andretti Autosport         | 0:38,7531 | 232,239 mph       |
| 2                     | Tony Kanaan      | Target Chip Ganassi Racing | 0:38,8604 | 231,598 mph       |
| 3                     | Ryan Hunter-Reay | Andretti Autosport         | 0:38,9575 | 231,021 mph       |
| Offizielles Ergebnis: |                  |                            |           |                   |

Vor dem ersten Qualifying fand ein Training statt, in dem die bisher schnellsten Runden gefahren wurde. Marco Andretti fuhr einen Rundenschnitt von 232,239 mph (373,752 km/h). Dies war die schnellste Runde in Indianapolis seit elf Jahren durch Scott Dixon, der mehr als 233 mph fuhr. Tony Kanaan wurde Zweiter, Ryan Hunter-Reay Dritter. Kurt Busch und Graham Rahal waren am fleißigsten und absolvierten 21 Runden.
Bis auf die Fahrer von Ed Carpenter Racing, Ed Carpenter und J. R. Hildebrand, absolvierten alle Piloten eine Runde.

#### 1. Qualifying
Am ersten Tag des Qualifyings qualifizierten sich die Fahrer zum Rennen. Die ersten neun Fahrer fuhren die Pole-Position in einem späteren Entscheidungsqualifying aus. Die anderen 24 Fahrer fuhren ihre Startposition ebenfalls in einem weiteren Qualifying aus. Es wurden vier fliegende Runden am Stück gefahren und die Gesamtzeit sowie Durchschnittsgeschwindigkeit ermittelt. Die Fahrer waren einzeln auf der Strecke. Das erste Qualifying dauerte sieben Stunden.
Bis auf Karam unternahmen alle Fahrer ihren ersten Versuch in den ersten drei Stunden. Danach war das Qualifying wieder für alle Fahrer freigegeben, wobei sie ihre Zeit zurückziehen mussten, um einen weiteren Versuch durchzuführen. In der nächsten Stunde unternahmen einige Fahrer weitere Versuche und die Rundenzeiten wurden schneller. Etwa drei Stunden vor Ende wurde die Sitzung wegen einsetzendem Regen für circa eine Runde unterbrochen. Kurt Busch verließ die Rennstrecke zu einem Zeitpunkt, als er noch in den Top 9 lag, er fiel im weiteren Verlauf jedoch auf den zehnten Platz zurück und schaffte es damit nicht in das Top-9-Qualifying.
Ed Carpenter war schließlich der schnellste Fahrer vor Carlos Muñoz und Hélio Castroneves. Erstmals seit 2003 erzielten mehrere Fahrer – die ersten neun – eine Durchschnittsgeschwindigkeit von mindestens 230 mph (370,149 km/h).
Die Fahrer erhielten Meisterschaftspunkte für ihr Resultat. Der Erste bekam 33 Punkte. Die weiteren Fahrer bekamen je einen Punkt weniger, sodass der Letzte noch einen Punkt erhielt.
| Pos.                  | Fahrer             | Team                                  | Fahrzeug          | Zeit      | Ø-Geschwindigkeit in mph |
| --------------------- | ------------------ | ------------------------------------- | ----------------- | --------- | ------------------------ |
| 01                    | Ed Carpenter       | Ed Carpenter Racing                   | Dallara-Chevrolet | 2:36,0735 | 230,661                  |
| 02                    | Carlos Muñoz       | Andretti – HVM                        | Dallara-Honda     | 2:36,2090 | 230,460                  |
| 03                    | Hélio Castroneves  | Team Penske                           | Dallara-Chevrolet | 2:36,2286 | 230,432                  |
| 04                    | James Hinchcliffe  | Andretti Autosport                    | Dallara-Honda     | 2:36,2452 | 230,407                  |
| 05                    | Will Power         | Team Penske                           | Dallara-Chevrolet | 2:36,3022 | 230,323                  |
| 06                    | Marco Andretti     | Andretti Autosport                    | Dallara-Honda     | 2:36,4306 | 230,134                  |
| 07                    | Simon Pagenaud     | Schmidt Peterson Hamilton Motorsports | Dallara-Honda     | 2:36,4741 | 230,070                  |
| 08                    | Josef Newgarden    | Sarah Fisher Hartman Racing           | Dallara-Honda     | 2:36,4993 | 230,033                  |
| 09                    | J. R. Hildebrand   | Ed Carpenter Racing                   | Dallara-Chevrolet | 2:36,5032 | 230,027                  |
| 10                    | Kurt Busch         | Andretti Autosport                    | Dallara-Honda     | 2:36,5493 | 229,960                  |
| 11                    | Ryan Hunter-Reay   | Andretti Autosport                    | Dallara-Honda     | 2:36,5904 | 229,899                  |
| 12                    | Jack Hawksworth    | BHA/BBM with Curb Agajanian           | Dallara-Honda     | 2:36,6471 | 229,816                  |
| 13                    | Juan Pablo Montoya | Penske Motorsports                    | Dallara-Chevrolet | 2:36,6681 | 229,785                  |
| 14                    | Justin Wilson      | Dale Coyne Racing                     | Dallara-Honda     | 2:36,7821 | 229,618                  |
| 15                    | Scott Dixon        | Target Chip Ganassi Racing            | Dallara-Chevrolet | 2:37,0111 | 229,283                  |
| 16                    | Mikhail Aleshin    | Schmidt Peterson Motorsports          | Dallara-Honda     | 2:37,1426 | 229,091                  |
| 17                    | Ryan Briscoe       | NTT Data Chip Ganassi Racing          | Dallara-Chevrolet | 2:37,3252 | 228,825                  |
| 18                    | Takuma Satō        | A. J. Foyt Enterprises                | Dallara-Honda     | 2:37,3522 | 228,786                  |
| 19                    | Charlie Kimball    | Chip Ganassi Racing Teams             | Dallara-Honda     | 2:37,4043 | 228,710                  |
| 20                    | Graham Rahal       | Rahal Letterman Lanigan Racing        | Dallara-Honda     | 2:37,4364 | 228,664                  |
| 21                    | Sage Karam         | Dreyer and Reinbold – Kingdom Racing  | Dallara-Chevrolet | 2:37,4460 | 228,650                  |
| 22                    | Townsend Bell      | KV Racing Technology                  | Dallara-Chevrolet | 2:37,5435 | 228,508                  |
| 23                    | Tony Kanaan        | Target Chip Ganassi Racing            | Dallara-Chevrolet | 2:37,5944 | 228,435                  |
| 24                    | Sébastien Bourdais | KVSH Racing                           | Dallara-Chevrolet | 2:37,6265 | 228,388                  |
| 25                    | Pippa Mann         | Dale Coyne Racing                     | Dallara-Honda     | 2:37,6474 | 228,358                  |
| 26                    | Sebastian Saavedra | KVAFS Racing                          | Dallara-Chevrolet | 2:37,6917 | 228,294                  |
| 27                    | Jacques Villeneuve | Schmidt Peterson Motorsports          | Dallara-Honda     | 2:37,7766 | 228,171                  |
| 28                    | James Davison      | KV Racing Technology                  | Dallara-Chevrolet | 2:37,7912 | 228,150                  |
| 29                    | Oriol Servià       | Rahal Letterman Lanigan Racing        | Dallara-Honda     | 2:37,8713 | 228,034                  |
| 30                    | Carlos Huertas     | Dale Coyne Racing                     | Dallara-Honda     | 2:37,9011 | 227,991                  |
| 31                    | Alex Tagliani      | Sarah Fisher Hartman Racing           | Dallara-Honda     | 2:38,0246 | 227,813                  |
| 32                    | Martin Plowman     | A. J. Foyt Enterprises                | Dallara-Honda     | 2:38,5601 | 227,043                  |
| 33                    | Buddy Lazier       | Lazier Partners Racing                | Dallara-Chevrolet | 2:38,9102 | 226,543                  |
| Offizielles Ergebnis: |                    |                                       |                   |           |                          |

### Zweiter Tag (18. Mai)

#### 8. Training
| Platz                 | Fahrer          | Team                         | Zeit      | Ø-Geschwindigkeit |
| --------------------- | --------------- | ---------------------------- | --------- | ----------------- |
| 1                     | Mikhail Aleshin | Schmidt Peterson Motorsports | 0:38,6404 | 232,917 mph       |
| 2                     | Josef Newgarden | Sarah Fisher Hartman Racing  | 0:38,7363 | 232,340 mph       |
| 3                     | Kurt Busch      | Andretti Autosport           | 0:38,8307 | 231,775 mph       |
| Offizielles Ergebnis: |                 |                              |           |                   |

Bevor die Startaufstellung entschieden wurde, fand ein einstündiges Training statt. In diesem erzielte Mikhail Aleshin bei Windschattenfahrten mit 232,917 mph (374,844 km/h) die schnellste Runde der Veranstaltung. Josef Newgarden wurde Zweiter, Kurt Busch Dritter. 27 Fahrer erzielten insgesamt eine Zeit. Aleshin war mit 29 Runden zudem der fleißigste Pilot.

#### 2. Qualifying, 10 bis 33
Da es genau 33 Kandidaten für die 33 Startplätze gab, wurden die Positionen 10 bis 33 in einem Einzelzeitfahren vergeben. Ursprünglich waren separate Qualifyings für die Positionen 10 bis 30 sowie 31 bis 33 vorgesehen. Es wurden vier fliegende Runden am Stück gefahren und die Gesamtzeit sowie Durchschnittsgeschwindigkeit ermittelt. Die Fahrer waren einzeln auf der Strecke. Jeder hatte einen Versuch. Die Reihenfolge wurde durch das Ergebnis des ersten Qualifyings bestimmt. Die Fahrer gingen in umgekehrter Reihenfolge auf die Strecke. Das Einzelzeitfahren dauerte etwa zwei Stunden.
Mit einer Durchschnittsgeschwindigkeit von 231,007 mph (371,77 km/h) war Juan Pablo Montoya am Schnellsten und erreichte damit den zehnten Platz. Er erzielte die bisher schnellste Qualifikationszeit des Indianapolis 500 2014. Scott Dixon wurde Elfter, Kurt Busch Zwölfter. Busch war damit der schnellste Rookie.
| Pos.                  | Fahrer             | Team                                 | Fahrzeug          | Zeit            | Ø-Geschwindigkeit in mph |
| --------------------- | ------------------ | ------------------------------------ | ----------------- | --------------- | ------------------------ |
| 10                    | Juan Pablo Montoya | Penske Motorsports                   | Dallara-Chevrolet | 2:35,8396       | 231,007                  |
| 11                    | Scott Dixon        | Target Chip Ganassi Racing           | Dallara-Chevrolet | 2:35,8930       | 230,928                  |
| 12                    | Kurt Busch         | Andretti Autosport                   | Dallara-Honda     | 2:35,9913       | 230,782                  |
| 13                    | Jack Hawksworth    | BHA/BBM with Curb Agajanian          | Dallara-Honda     | 2:36,1779       | 230,506                  |
| 14                    | Justin Wilson      | Dale Coyne Racing                    | Dallara-Honda     | 2:36,3480       | 230,256                  |
| 15                    | Mikhail Aleshin    | Schmidt Peterson Motorsports         | Dallara-Honda     | 2:36,4881       | 230,049                  |
| 16                    | Tony Kanaan        | Target Chip Ganassi Racing           | Dallara-Chevrolet | 2:36,5750       | 229,922                  |
| 17                    | Sébastien Bourdais | KVSH Racing                          | Dallara-Chevrolet | 2:36,6259       | 229,847                  |
| 18                    | Oriol Servià       | Rahal Letterman Lanigan Racing       | Dallara-Honda     | 2:36,6905       | 229,752                  |
| 19                    | Ryan Hunter-Reay   | Andretti Autosport                   | Dallara-Honda     | 2:36,7132       | 229,719                  |
| 20                    | Graham Rahal       | Rahal Letterman Lanigan Racing       | Dallara-Honda     | 2:36,7756       | 229,628                  |
| 21                    | Carlos Huertas     | Dale Coyne Racing                    | Dallara-Honda     | 2:37,0328       | 229,251                  |
| 22                    | Pippa Mann         | Dale Coyne Racing                    | Dallara-Honda     | 2:37,0521       | 229,223                  |
| 23                    | Takuma Satō        | A. J. Foyt Enterprises               | Dallara-Honda     | 2:37,0671       | 229,201                  |
| 24                    | Alex Tagliani      | Sarah Fisher Hartman Racing          | Dallara-Honda     | 2:37,1038       | 229,148                  |
| 25                    | Townsend Bell      | KV Racing Technology                 | Dallara-Chevrolet | 2, 1990, S. 37. | 229,009                  |
| 26                    | Charlie Kimball    | Chip Ganassi Racing Teams            | Dallara-Honda     | 2:37,2376       | 228,953                  |
| 27                    | Jacques Villeneuve | Schmidt Peterson Motorsports         | Dallara-Honda     | 2:37,2400       | 228,949                  |
| 28                    | James Davison      | KV Racing Technology                 | Dallara-Chevrolet | 2:37,2977       | 228,865                  |
| 29                    | Martin Plowman     | A. J. Foyt Enterprises               | Dallara-Honda     | 2:37,3333       | 228,814                  |
| 30                    | Ryan Briscoe       | NTT Data Chip Ganassi Racing         | Dallara-Chevrolet | 2:37,4028       | 228,713                  |
| 31                    | Sage Karam         | Dreyer and Reinbold – Kingdom Racing | Dallara-Chevrolet | 2:37,5931       | 228,436                  |
| 32                    | Sebastian Saavedra | KVAFS Racing                         | Dallara-Chevrolet | 2:37,8335       | 228,088                  |
| 33                    | Buddy Lazier       | Lazier Partners Racing               | Dallara-Chevrolet | 2:37,9501       | 227,920                  |
| Offizielles Ergebnis: |                    |                                      |                   |                 |                          |

#### 2. Qualifying, 1 bis 9
Die ersten neun Startpositionen wurden als letztes vergeben. Jeder Fahrer fuhr im Einzelzeitfahren vier fliegende Runden am Stück. Die Gesamtzeit sowie Durchschnittsgeschwindigkeit wurden ermittelt. Jeder hatte einen Versuch. Die Reihenfolge wurde durch das Ergebnis des ersten Qualifyings bestimmt. Die Fahrer gingen in umgekehrter Reihenfolge auf die Strecke. Das Einzelzeitfahren dauerte etwa 45 Minuten. Der Pole-Setter erhielt neun Punkte. Alle weiteren Fahrer erhielten jeweils einen Punkt weniger als ihr Vordermann, sodass der Neuntplatzierte noch einen Punkt erhielt.
Ed Carpenter erzielte mit einer Durchschnittsgeschwindigkeit von 231,067 mph (371,866 km/h) den absolut schnellsten Qualifyingversuch dieser Veranstaltung. Es waren die schnellsten vier Runden seit Hélio Castroneves 2003 einen Schnitt von 231,725 mph (372,925 km/h) erreicht hatte. Carpenter erzielte damit als elfter Fahrer in der Geschichte der Veranstaltung seine zweite Indianapolis-500-Pole in Folge. Carpenter war als einziger dieser Gruppe schneller als Montoya und Dixon. James Hinchcliffe erreichte den zweiten, Will Power den dritten Startplatz. J. R. Hildebrand wurde Neunter. Nur vier Fahrer erzielten an diesem Tag eine langsamere Durchschnittsgeschwindigkeit. Carpenter offenbarte nach dem Qualifying, dass sein Teamkollege Hildebrand einen Anteil an seiner Pole-Position hatte, da er seine Einstellung nach dessen Versuch änderte.
Der Abstand zwischen Carpenter und Buddy Lazier, dem langsamsten, betrug nur 2,1509 Sekunden. Dies war der geringste Abstand zwischen Erstem und Letztem, der jemals beim Indianapolis 500 bei vier schnellen Runden verzeichnet wurde. Der Abstand der Durchschnittsgeschwindigkeit lag bei 3,147 mph. Nur beim Indianapolis 500 1953 war der Abstand mit 3,310 mph noch geringer.
Die ersten drei Fahrer erhielten ein Preisgeld in Höhe von 100.000, 30.000 bzw. 25.000 US-Dollar.
| Pos.                  | Fahrer            | Team                                  | Fahrzeug          | Zeit      | Ø-Geschwindigkeit in mph |
| --------------------- | ----------------- | ------------------------------------- | ----------------- | --------- | ------------------------ |
| 01                    | Ed Carpenter      | Ed Carpenter Racing                   | Dallara-Chevrolet | 2:35,7992 | 231,067                  |
| 02                    | James Hinchcliffe | Andretti Autosport                    | Dallara-Honda     | 2:35,9528 | 230,839                  |
| 03                    | Will Power        | Team Penske                           | Dallara-Chevrolet | 2:36,0488 | 230,697                  |
| 04                    | Hélio Castroneves | Team Penske                           | Dallara-Chevrolet | 2:36,0488 | 230,649                  |
| 05                    | Simon Pagenaud    | Schmidt Peterson Hamilton Motorsports | Dallara-Honda     | 2:36,1049 | 230,614                  |
| 06                    | Marco Andretti    | Andretti Autosport                    | Dallara-Honda     | 2:36,1049 | 230,544                  |
| 07                    | Carlos Muñoz      | Andretti – HVM                        | Dallara-Honda     | 2:36,4224 | 230,146                  |
| 08                    | Josef Newgarden   | Sarah Fisher Hartman Racing           | Dallara-Honda     | 2:36,5946 | 229,893                  |
| 09                    | J. R. Hildebrand  | Ed Carpenter Racing                   | Dallara-Chevrolet | 2:37,3938 | 228,726                  |
| Offizielles Ergebnis: |                   |                                       |                   |           |                          |

## Startaufstellung
| Reihe | Innen              | Mitte              | Außen              |
| ----- | ------------------ | ------------------ | ------------------ |
| 01    | Ed Carpenter       | James Hinchcliffe  | Will Power         |
| 02    | Hélio Castroneves  | Simon Pagenaud     | Marco Andretti     |
| 03    | Carlos Muñoz       | Josef Newgarden    | J. R. Hildebrand   |
| 04    | Juan Pablo Montoya | Scott Dixon        | Kurt Busch         |
| 05    | Jack Hawksworth    | Justin Wilson      | Mikhail Aleshin    |
| 06    | Tony Kanaan        | Sébastien Bourdais | Oriol Servià       |
| 07    | Ryan Hunter-Reay   | Graham Rahal       | Carlos Huertas     |
| 08    | Pippa Mann         | Takuma Satō        | Alex Tagliani      |
| 09    | Townsend Bell      | Charlie Kimball    | Jacques Villeneuve |
| 10    | James Davison      | Martin Plowman     | Ryan Briscoe       |
| 11    | Sage Karam         | Sebastian Saavedra | Buddy Lazier       |

## Training

### 9. Training (19. Mai)
| Platz                 | Fahrer             | Team                        | Zeit      | Ø-Geschwindigkeit |
| --------------------- | ------------------ | --------------------------- | --------- | ----------------- |
| 1                     | Josef Newgarden    | Sarah Fisher Hartman Racing | 0:39,6292 | 227,105 mph       |
| 2                     | Juan Pablo Montoya | Penske Motorsports          | 0:39,7295 | 226,532 mph       |
| 3                     | Scott Dixon        | Target Chip Ganassi Racing  | 0:39,7469 | 226,433 mph       |
| Offizielles Ergebnis: |                    |                             |           |                   |

Josef Newgarden war im ersten Training nach dem Qualifying am Schnellsten. Juan Pablo Montoya wurde Zweiter, Scott Dixon Dritter. Townsend Bell war mit 148 Runden am fleißigsten.
Kurt Busch hatte zur Mitte des Trainings einen Unfall ausgangs der zweiten Kurve, bei dem sein Auto vollständig zerstört wurde. Er blieb unverletzt. Er wechselte zum nächsten Training in das Ersatzauto seines Teamkollegens Marco Andretti.
Vor diesem Training wurde der Ladedruck von 140 kPa auf 130 kPa gesenkt. Dadurch waren die Motoren um etwa 40 PS (29,4 kW) schwächer.

### 10. Training „Carb Day“ (23. Mai)
| Platz                 | Fahrer        | Team                       | Zeit      | Ø-Geschwindigkeit |
| --------------------- | ------------- | -------------------------- | --------- | ----------------- |
| 1                     | Tony Kanaan   | Target Chip Ganassi Racing | 0:39,5018 | 227,838 mph       |
| 2                     | Scott Dixon   | Target Chip Ganassi Racing | 0:39,5131 | 227,773 mph       |
| 3                     | Townsend Bell | KV Racing Technology       | 0:39,6090 | 227,221 mph       |
| Offizielles Ergebnis: |               |                            |           |                   |

Im letzten Training vor dem Rennen fuhr Tony Kanaan die schnellste Runde vor Scott Dixon und Townsend Bell. Mit 65 gefahrenen Runden war Carlos Huertas am fleißigsten. Bis auf einen Mauerstreifer von Sage Karam gab es keine Zwischenfälle.

## Rennen

### Bericht
Beim Start übernahm James Hinchcliffe die Führung von Ed Carpenter. Ryan Briscoe berührte leicht die Mauer und ging mit einem Reifenschaden an die Box. Dabei verlor er eine Runde auf die Führenden. Nach neun Runden ging Carpenter an Hinchcliffe vorbei und damit in Führung. Hinchcliffe fuhr danach im Windschatten von Carpenter und sparte somit Treibstoff. Das Boxenstoppfenster bei diesem Rennen lag bei etwa 30 Runden unter grüner Flagge. In der 28. Runde begann die erste Boxenstoppphase. Eine Runde später ging der Führende Carpenter an die Box. Boxenstoppbedingt übernahmen Hinchcliffe, Will Power, Tony Kanaan und Mikhail Aleshin für je eine Runde die Führung. Hinchcliffe ging beim Stopp an Carpenter vorbei und lag nach den ersten Stopps in Führung vor Carpenter, Will Power und Hélio Castroneves.
Power ging innerhalb der nächsten Runden zunächst an Carpenter vorbei und übernahm in der 37. Runde die Führung. Drei Runden nach Power fuhr auch Carpenter an Hinchcliffe vorbei. Wenig später übernahm Carpenters Teamkollege J. R. Hildebrand die dritte Position und auch Castroneves und Marco Andretti überholten Hinchcliffe. Graham Rahal, der Handlingsprobleme hatte, gab in dieser Phase an der Box mit Elektronikproblemen auf. In der 58. Runde übernahm Andretti die Führung von Power. Er blieb bis zu seinem Boxenstopp vier Runden in Führung. Castroneves und Scott Dixon führten boxenstoppbedingt für je eine Runde, Juan Pablo Montoya, der wie beim ersten Stint länger draußen blieb, für drei Runden. Nach den zweiten Boxenstopps führte Castroneves das Klassement vor Andretti, Carpenter, Dixon und Power an. Kanaan, der im Vorjahr gewonnen hatte, rollte ohne Sprit an der Box und ging wenig später ein weiteres Mal an die Box, wodurch er Zeit verlor. Buddy Lazier schied ebenfalls in dieser Rennphase aus.
In der 90. Runde begann die dritte Boxenstoppphase unter grünen Flaggen. Castroneves ging in der 91. Runde an die Box. Carpenter, Dixon und Montoya übernahmen anschließend nacheinander die Führung. Montoya ging erst in der 99. Runde zum Stopp und hatte damit die besten Chancen, falls das Rennen durchgängig unter grün geblieben wäre. Nach den Stopps führte Hunter-Reay vor Castroneves und Andretti. Castroneves ging acht Runden später erneut in Führung. Weitere zehn Runden später holte sich Hunter-Reay die Führung zurück. Carpenter war indes wegen eines vorzeitigen Boxenstopps weit zurückgefallen.
In der 123. Runde fing die vierte Boxenstoppphase an. Dixon und Montoya übernahmen zwischenzeitlich die Führung. Montoya blieb erneut am längsten draußen. Seine guten Siegchancen minderte er jedoch durch eine zu hohe Geschwindigkeit in der Box. Er und sein Teamkollege Power, dem derselbe Fehler unterlief, fielen nach einer Durchfahrtsstrafe zurück und benötigten eine Gelbphase, um wieder aufzuholen. Hunter-Reay führte das Rennen weitere sechs Runden an, bevor ihn sein Teamkollege Andretti überholte.
Nach 149 Runden kam es schließlich zur ersten Gelbphase, nachdem sich Charlie Kimball in der zweiten Kurve in die Begrenzung gedreht hatte. Damit endete die längste Grünphase bei einem Indianapolis 500. Alle Fahrer, die noch nicht zum fünften Mal an der Box waren, absolvierten ihren fünften Boxenstopp. Carpenter, der zuvor schon gestoppt hatte, übernahm die Führung. Beim Restart ging zunächst Hunter-Reay wieder auf die erste Position. Ein paar Runden später überholte in Carpenter für eine Runde, bevor Hunter-Reay erneut in Führung ging. In der 168. Runde verlor Dixon in der vierten Kurve sein Fahrzeug und löste die zweite Gelbphase aus. In den hinter ihm entstandenen Turbulenzen kollidierte Martin Plowman mit dem schon einige Runden zurückliegenden Josef Newgarden. Dabei schied Newgarden aus. Alle Fahrer absolvierten in dieser Phase ihren letzten Boxenstopp, sodass sie in der Lage waren, bis zum Ende durchzufahren. Alex Tagliani übernahm in dieser Phase wegen eines späteren Stopps kurz die Führung.
Direkt nach dem Restart, bei dem Hunter-Reay die Führung behielt, kam es zu einer weiteren Gelbphase. Hinchcliffe, Carpenter und Bell versuchen, zu dritt durch die erste Kurve zu fahren, wobei Carpenter und Hinchcliffe kollidierten. Carpenter sah die Schuld an der Kollision bei Hinchcliffe, der seiner Meinung nach hätte zurückziehen müssen. Hinchcliffe hingegen war der Meinung, dass Bell sich nicht auf der Außenbahn halten könne und zurückziehen würde. Beim Restart behält Hunter-Reay die Führung. Andretti ging von Platz vier auf zwei und überholte ein paar Runden später Hunter-Reay. Andretti verlor die Führung jedoch schon kurz darauf wieder. Castroneves ging dann an Andretti und Hunter-Reay vorbei, ehe er nach einer Runde in Führung wieder von Hunter-Reay überholt wurde.

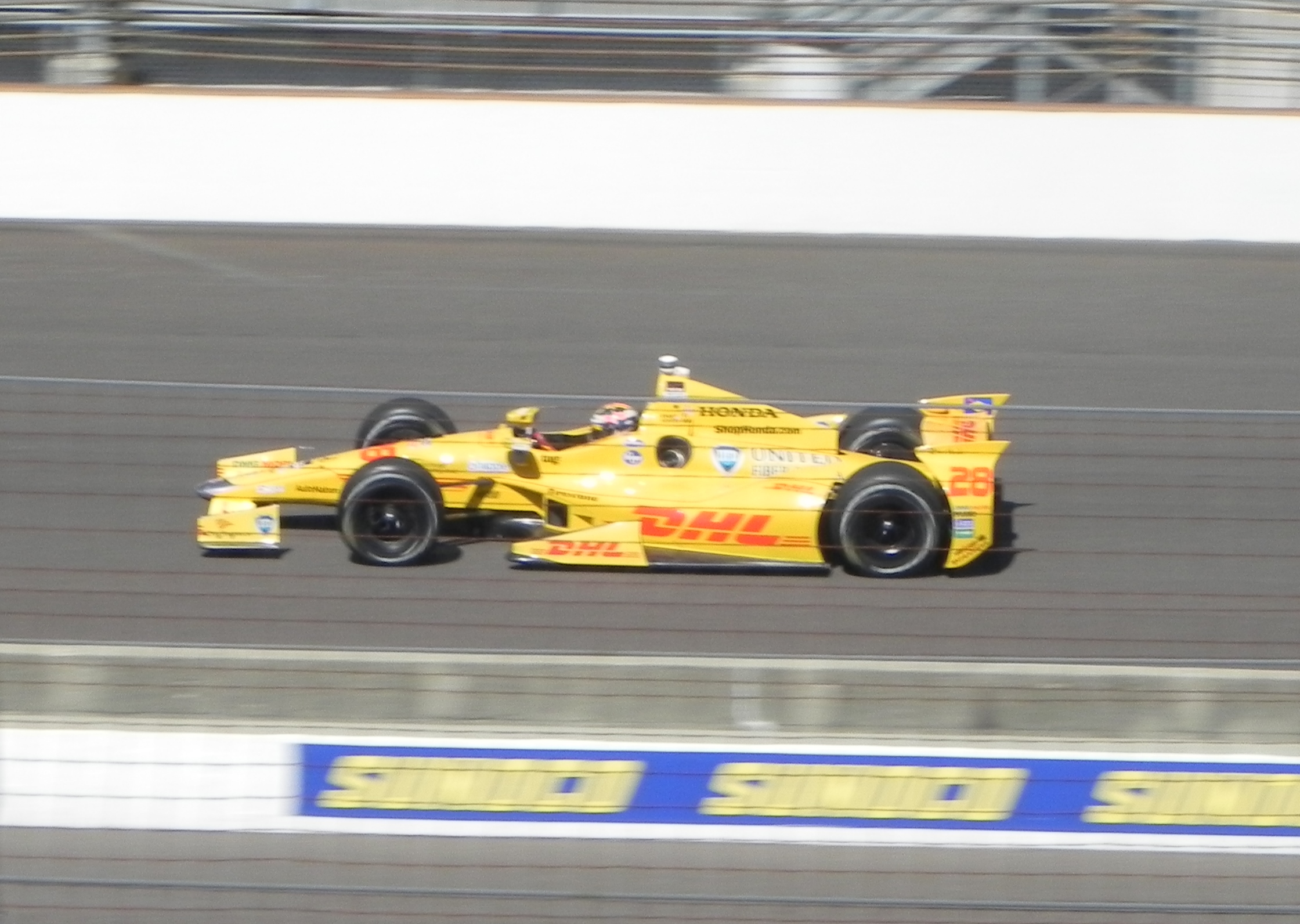
Ryan Hunter-Reay gewann das Indianapolis 500 zum ersten Mal (Foto vom Training am 23. Mai 2014)

Die letzten zehn Runden waren ereignisreich. In der 191. Runde entschied sich die Rennleitung für eine Gelbphase, da Sebastián Saavedra nach einer Berührung mit Jacques Villeneuve Teile auf der Strecke verteilt hatte. Zeitgleich verlor Bell die Fahrzeugkontrolle und schlug in der zweiten Kurve in die Begrenzung ein. Er blieb unverletzt. Da die Fahrzeugbergung etwas dauern würde, entschied sich die Rennleitung zur roten Flagge, um noch ein paar Runden unter grünen Flaggen zu ermöglichen. Kanaan gab in der Schlussphase mit großem Rückstand auf. Beim Restart nach der Unterbrechung blieb Hunter-Reay zunächst in Führung, wurde in der 196. Runde jedoch von Castroneves in der ersten Kurve innen überholt. Castroneves gelang es aber nicht, sich vorne zu halten, sodass Hunter-Reay schon eine Runde später wieder die Führung übernahm und diese bis zum Ende verteidigte. Castroneves gelang es zwar während der Runde neben Hunter-Reay zu fahren bzw. ihn kurzzeitig zu überholen, am Ende jeder dieser letzten Runden lag er jedoch hinter Hunter-Reay.
Hunter-Reay gewann damit erstmals das Indianapolis 500 und wurde nach Sam Hornish jr. zum ersten US-amerikanischen Sieger seit 2006. Hunter-Reay war der 69. Indianapolis-500-Sieger und der erste aus Florida Castroneves wurde Zweiter vor Andretti, Carlos Muñoz und Montoya. Kurt Busch, Sébastien Bourdais, Power, Sage Karam und Hildebrand komplettierten die Top 10. Busch und Karam erreichten damit bei ihrem ersten IndyCar-Rennen eine Platzierung unter den ersten Zehn. 24 Fahrer erreichten das Ziel, 20 davon in der Führungsrunde, was einen neuen Rekord darstellte. Mit einem Abstand von sechshundertstel Sekunden zwischen Hunter-Reay und Castroneves war es der zweitknappste Zieleinlauf. Das Indianapolis 500 2014 war nach dem aus dem Vorjahr das zweitschnellste der Geschichte. Mit 21 Runden unter gelben Flaggen, war es zudem das mit den wenigsten Runden unter Gelb. Insgesamt wurden 6.105 Rennrunden absolviert, was ebenfalls einen neuen Bestwert darstellt.
Alle Fahrer erhielten für ihre Teilnahme und Platzierung eine Prämie. Hunter-Reay 2.491.194 US-Dollar, Castroneves 758.194 US-Dollar und Andretti 585,194 US-Dollar. Die geringste Prämie erhielt Lazier mit 225.305 US-Dollar.
In der Fahrerwertung ging Hunter-Reay an Power vorbei in Führung. Castroneves übernahm den dritten Platz.

### Klassifikation
| Pos. | Fahrer             | Team                                  | Fahrzeug          | Runden | Zeit         | Start | Führungsrunden |
| ---- | ------------------ | ------------------------------------- | ----------------- | ------ | ------------ | ----- | -------------- |
| 01   | Ryan Hunter-Reay   | Andretti Autosport                    | Dallara-Honda     | 200    | 2:40:48,2305 | 19    | 56             |
| 02   | Hélio Castroneves  | Team Penske                           | Dallara-Chevrolet | 200    | + 0,0600     | 04    | 38             |
| 03   | Marco Andretti     | Andretti Autosport                    | Dallara-Honda     | 200    | + 0,3171     | 06    | 20             |
| 04   | Carlos Muñoz       | Andretti – HVM                        | Dallara-Honda     | 200    | + 0,7795     | 07    | 0              |
| 05   | Juan Pablo Montoya | Penske Motorsports                    | Dallara-Chevrolet | 200    | + 1,3233     | 10    | 16             |
| 06   | Kurt Busch         | Andretti Autosport                    | Dallara-Honda     | 200    | + 2,2666     | 12    | 0              |
| 07   | Sébastien Bourdais | KVSH Racing                           | Dallara-Chevrolet | 200    | + 2,6579     | 17    | 0              |
| 08   | Will Power         | Team Penske                           | Dallara-Chevrolet | 200    | + 2,8507     | 03    | 22             |
| 09   | Sage Karam         | Dreyer and Reinbold – Kingdom Racing  | Dallara-Chevrolet | 200    | + 3,2848     | 31    | 0              |
| 10   | J. R. Hildebrand   | Ed Carpenter Racing                   | Dallara-Chevrolet | 200    | + 3,4704     | 09    | 0              |
| 11   | Oriol Servià       | Rahal Letterman Lanigan Racing        | Dallara-Honda     | 200    | + 4,1077     | 18    | 0              |
| 12   | Simon Pagenaud     | Schmidt Peterson Hamilton Motorsports | Dallara-Honda     | 200    | + 4,5677     | 05    | 0              |
| 13   | Alex Tagliani      | Sarah Fisher Hartman Racing           | Dallara-Honda     | 200    | + 7,6179     | 24    | 03             |
| 14   | Jacques Villeneuve | Schmidt Peterson Motorsports          | Dallara-Honda     | 200    | + 8,1770     | 27    | 0              |
| 15   | Sebastian Saavedra | KVAFS Racing                          | Dallara-Chevrolet | 200    | + 8,5936     | 32    | 0              |
| 16   | James Davison      | KV Racing Technology                  | Dallara-Chevrolet | 200    | + 9,1043     | 28    | 0              |
| 17   | Carlos Huertas     | Dale Coyne Racing                     | Dallara-Honda     | 200    | + 12,1541    | 21    | 0              |
| 18   | Ryan Briscoe       | NTT Data Chip Ganassi Racing          | Dallara-Chevrolet | 200    | + 13,3143    | 30    | 0              |
| 19   | Takuma Satō        | A. J. Foyt Enterprises                | Dallara-Honda     | 200    | + 13,7650    | 23    | 0              |
| 20   | Jack Hawksworth    | BHA/BBM with Curb Agajanian           | Dallara-Honda     | 200    | + 13,8391    | 13    | 0              |
| 21   | Mikhail Aleshin    | Schmidt Peterson Motorsports          | Dallara-Honda     | 198    | + 2 Runden   | 15    | 01             |
| 22   | Justin Wilson      | Dale Coyne Racing                     | Dallara-Honda     | 198    | + 2 Runden   | 14    | 0              |
| 23   | Martin Plowman     | A. J. Foyt Enterprises                | Dallara-Honda     | 196    | + 4 Runden   | 29    | 0              |
| 24   | Pippa Mann         | Dale Coyne Racing                     | Dallara-Honda     | 193    | + 7 Runden   | 22    | 0              |
| 25   | Townsend Bell      | KV Racing Technology                  | Dallara-Chevrolet | 190    | DNF          | 25    | 0              |
| 26   | Tony Kanaan        | Target Chip Ganassi Racing            | Dallara-Chevrolet | 177    | DNF          | 16    | 01             |
| 27   | Ed Carpenter       | Ed Carpenter Racing                   | Dallara-Chevrolet | 175    | DNF          | 01    | 26             |
| 28   | James Hinchcliffe  | Andretti Autosport                    | Dallara-Honda     | 175    | DNF          | 02    | 14             |
| 29   | Scott Dixon        | Target Chip Ganassi Racing            | Dallara-Chevrolet | 167    | DNF          | 11    | 03             |
| 30   | Josef Newgarden    | Sarah Fisher Hartman Racing           | Dallara-Honda     | 156    | DNF          | 08    | 0              |
| 31   | Charlie Kimball    | Chip Ganassi Racing Teams             | Dallara-Honda     | 149    | DNF          | 26    | 0              |
| 32   | Buddy Lazier       | Lazier Partners Racing                | Dallara-Chevrolet | 087    | DNF          | 33    | 0              |
| 33   | Graham Rahal       | Rahal Letterman Lanigan Racing        | Dallara-Honda     | 044    | DNF          | 20    | 0              |

Quellen:

#### Führungsabschnitte
| Abschnitt | Runden | Fahrer             |
| --------- | ------ | ------------------ |
| 01        | 1–9    | James Hinchcliffe  |
| 02        | 10–28  | Ed Carpenter       |
| 03        | 29     | James Hinchcliffe  |
| 04        | 30     | Will Power         |
| 05        | 31     | Tony Kanaan        |
| 06        | 32     | Mikhail Aleshin    |
| 07        | 33–36  | James Hinchcliffe  |
| 08        | 37–57  | Will Power         |
| 09        | 58–61  | Marco Andretti     |
| 10        | 62     | Hélio Castroneves  |
| 11        | 63     | Scott Dixon        |
| 12        | 64–66  | Juan Pablo Montoya |

| Abschnitt | Runden  | Fahrer             |
| --------- | ------- | ------------------ |
| 13        | 67–91   | Hélio Castroneves  |
| 14        | 92–93   | Ed Carpenter       |
| 15        | 94      | Scott Dixon        |
| 16        | 95–99   | Juan Pablo Montoya |
| 17        | 100–107 | Ryan Hunter-Reay   |
| 18        | 108–117 | Hélio Castroneves  |
| 19        | 118–123 | Ryan Hunter-Reay   |
| 20        | 124     | Scott Dixon        |
| 21        | 125–132 | Juan Pablo Montoya |
| 22        | 133–138 | Ryan Hunter-Reay   |
| 23        | 139–153 | Marco Andretti     |
| 24        | 154–157 | Ed Carpenter       |

| Abschnitt | Runden  | Fahrer            |
| --------- | ------- | ----------------- |
| 25        | 158–162 | Ryan Hunter-Reay  |
| 26        | 163     | Ed Carpenter      |
| 27        | 164–170 | Ryan Hunter-Reay  |
| 28        | 171–173 | Alex Tagliani     |
| 29        | 174–181 | Ryan Hunter-Reay  |
| 30        | 182     | Marco Andretti    |
| 31        | 183–184 | Ryan Hunter-Reay  |
| 32        | 185     | Hélio Castroneves |
| 33        | 186–195 | Ryan Hunter-Reay  |
| 34        | 196     | Hélio Castroneves |
| 35        | 197–200 | Ryan Hunter-Reay  |

Quellen:

#### Gelbphasen
| Nr. | Dauer   | Runden | Grund für Gelbphase                                                |
| --- | ------- | ------ | ------------------------------------------------------------------ |
| 1   | 150–156 | 7      | Kontakt: Charlie Kimball (#83) in Kurve 2                          |
| 2   | 168–174 | 7      | Kontakt: Scott Dixon (#9) und Josef Newgarden (#67) in Kurve 4     |
| 3   | 176–179 | 4      | Kontakt: Ed Carpenter (#20) und James Hinchcliffe (#27) in Kurve 1 |
| 4   | 191     | 1      | Trümmerteile: Kurve 2                                              |
| 5   | 192–193 | 2      | Kontakt: Townsend Bell (#6) in Kurve 2, rote Flagge                |

Quellen:
Anmerkungen
1. ↑  Ryan Hunter-Reay wurde in Dallas, Texas geboren, hat sich bei der IndyCar Series aber mit Heimatort Fort Lauderdale, Florida registriert.
2. ↑  Die Anzahl der Runden unter gelben Flaggen wird erst seit 1976 dokumentiert.

## Punktestände nach dem Rennen

### Fahrerwertung
Die Punktevergabe wird hier erläutert.
| Pos. | Fahrer             | Punkte |
| ---- | ------------------ | ------ |
| 01.  | Ryan Hunter-Reay   | 274    |
| 02.  | Will Power         | 234    |
| 03.  | Hélio Castroneves  | 220    |
| 04.  | Simon Pagenaud     | 211    |
| 05.  | Marco Andretti     | 192    |
| 06.  | Carlos Muñoz       | 160    |
| 07.  | Juan Pablo Montoya | 152    |
| 08.  | Sébastien Bourdais | 143    |
| 09.  | Scott Dixon        | 132    |
| 10.  | Justin Wilson      | 123    |
| 11.  | Ryan Briscoe       | 121    |
| 12.  | Takuma Satō        | 113    |

| Pos. | Fahrer             | Punkte |
| ---- | ------------------ | ------ |
| 13.  | Jack Hawksworth    | 113    |
| 14.  | Josef Newgarden    | 109    |
| 15.  | James Hinchcliffe  | 105    |
| 16.  | Tony Kanaan        | 104    |
| 17.  | Sebastian Saavedra | 101    |
| 18.  | Mikhail Aleshin    | 96     |
| 19.  | Mike Conway        | 93     |
| 20.  | Carlos Huertas     | 93     |
| 21.  | Charlie Kimball    | 92     |
| 22.  | Oriol Servià       | 88     |
| 23.  | Kurt Busch         | 80     |
| 24.  | Graham Rahal       | 79     |

| Pos. | Fahrer             | Punkte |
| ---- | ------------------ | ------ |
| 25.  | J. R. Hildebrand   | 66     |
| 26.  | Sage Karam         | 57     |
| 27.  | Ed Carpenter       | 53     |
| 28.  | James Davison      | 34     |
| 29.  | Jacques Villeneuve | 29     |
| 30.  | Alex Tagliani      | 28     |
| 31.  | Townsend Bell      | 22     |
| 32.  | Pippa Mann         | 21     |
| 33.  | Martin Plowman     | 18     |
| 34.  | Buddy Lazier       | 11     |
| 35.  | Franck Montagny    | 8      |